# Chiesa di San Pietro (Antiochia)
La Chiesa di San Pietro (in aramaico: Knisset Mar Semaan Kefa (traslitterazione), in turco Aziz Petrus Kilisesi, detta anche Chiesa della Grotta di San Pietro) vicino ad Antakya, in Turchia, consiste in una grotta scavata nella montagna del Monte Stario con una profondità di 13 m, una larghezza di 9,5 m e un'altezza di 7 m. Questa grotta, che alcuni ritengono sia stata utilizzata dai primi cristiani, è una delle chiese più antiche della cristianità.

## Storia
La fondazione della chiesa di Antiochia è riportata negli Atti degli Apostoli (11,25-27), secondo cui Barnaba si sarebbe recato a Tarso insieme con l'apostolo Paolo. Lavorarono per un anno con la nascente comunità cristiana e i loro fedeli furono chiamati per la prima volta "cristiani".
La tradizione cristiana, tuttavia, considera l'apostolo Pietro il fondatore della chiesa di Antiochia e il primo sacerdote della popolazione cristiana; la chiesa di San Pietro è tradizionalmente considerata il luogo in cui egli predicò per la prima volta il Vangelo ad Antiochia.
Le parti più antiche della chiesa risalgono almeno al IV o al V secolo e comprendono pezzi del pavimento musivo e tracce di affreschi sul lato destro dell'altare. Si pensa che il cunicolo interno, che si apre sulla montagna, permettesse ai cristiani di evacuare la chiesa in caso di incursioni o di un attacco improvviso. L'acqua che sgorgava dalle rocce vicine veniva raccolta all'interno per essere bevuta e usata per il battesimo; il flusso di quest'acqua, che i visitatori bevevano e raccoglievano per darla agli ammalati (credendo che avesse potere curativo), è diminuito in seguito ai recenti terremoti.
I crociati della Prima Crociata che conquistarono Antiochia nel 1098 allungarono la chiesa di alcuni metri e la collegarono con due archi alla facciata, che costruirono. Su richiesta di Papa Pio IX, i frati cappuccini restaurarono la chiesa e ricostruirono la facciata nel 1863; l'imperatore francese Napoleone III contribuì al restauro. I resti a sinistra dell'ingresso appartengono ai colonnati che un tempo si trovavano di fronte all'attuale facciata.
In cima all'altare in pietra al centro della chiesa si trova una piattaforma in pietra posta in ricordo della Festa della Piattaforma di San Pietro, che veniva celebrata ogni 21 febbraio ad Antakya. Una statua di marmo di San Pietro è stata posta sopra l'altare nel 1932.
Il giardino della chiesa è stato utilizzato come cimitero per centinaia di anni. Tombe e sepolture si trovano anche all'interno della chiesa, soprattutto intorno all'altare. La chiesa è il luogo di sepoltura di Tancredi di Galilea, nonché uno dei tre luoghi sepoltura delle spoglie dell'imperatore Federico Barbarossa, morto durante la Terza crociata.
La chiesa è oggi un museo, ma al suo interno è possibile svolgere funzioni di culto sotto il controllo della Direzione del Museo, ottenendo un permesso dall'Ufficio del Governatore Provinciale.

## Galleria d'immagini

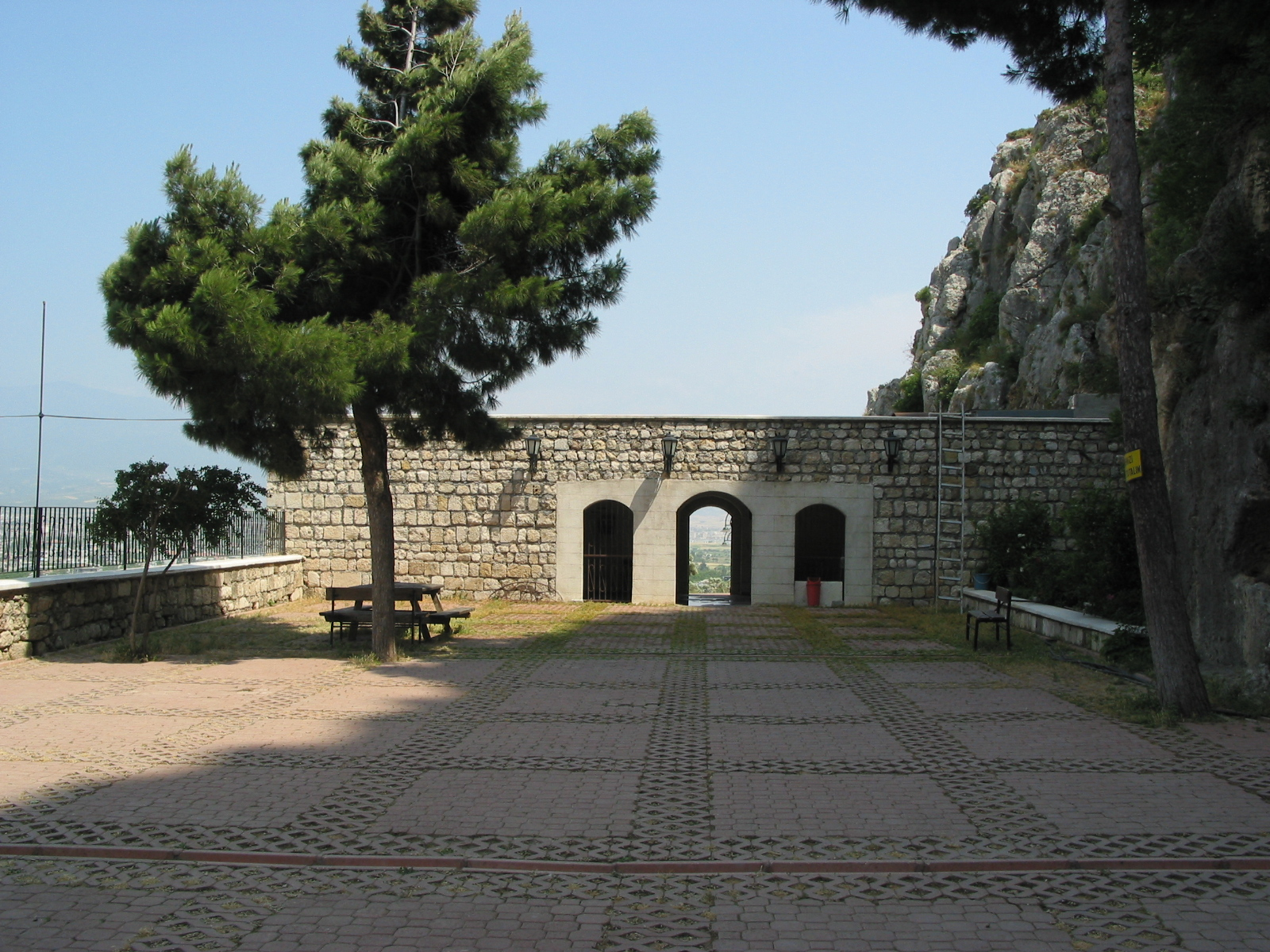
Sagrato della chiesa
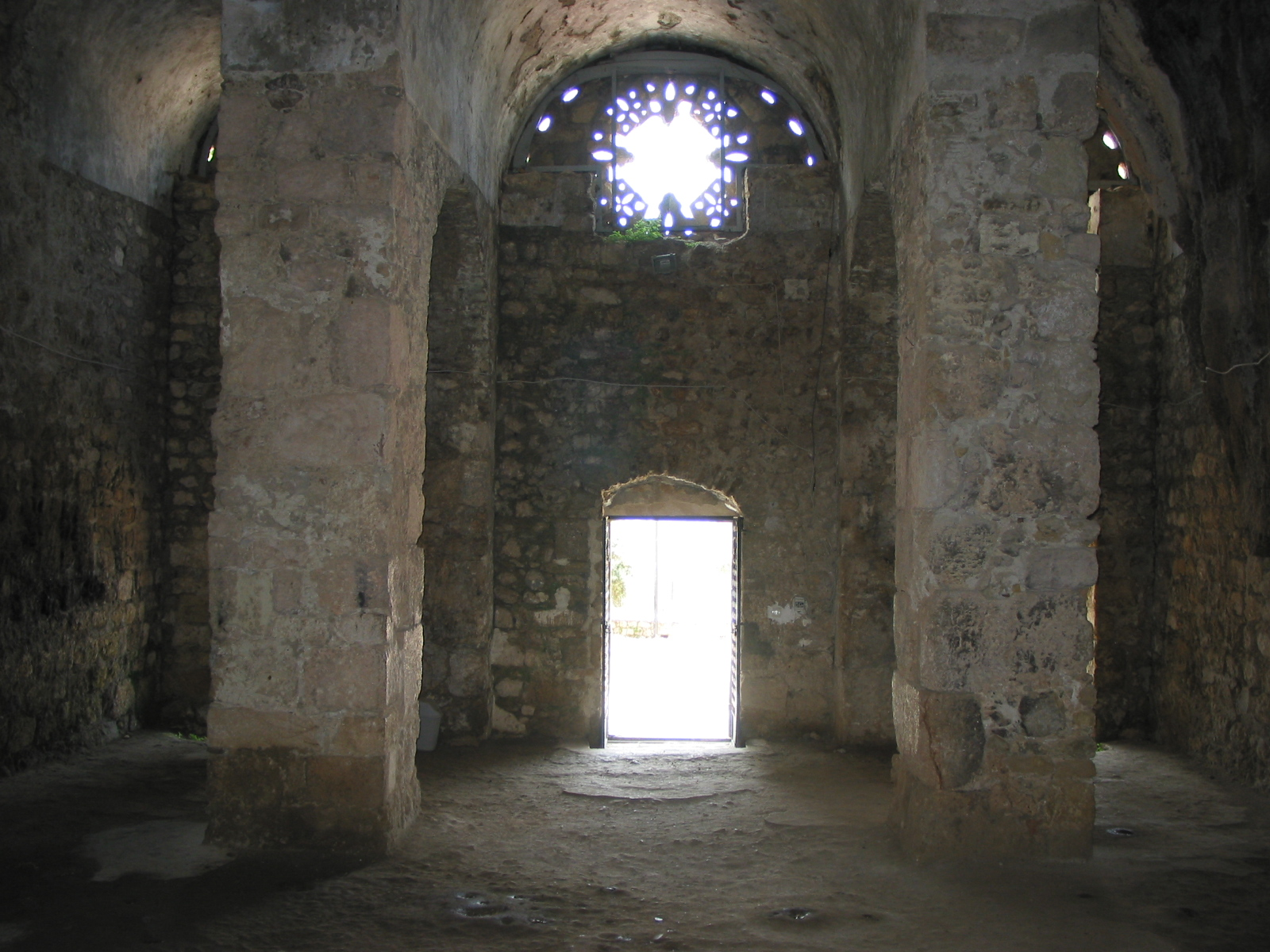
Interno della chiesa
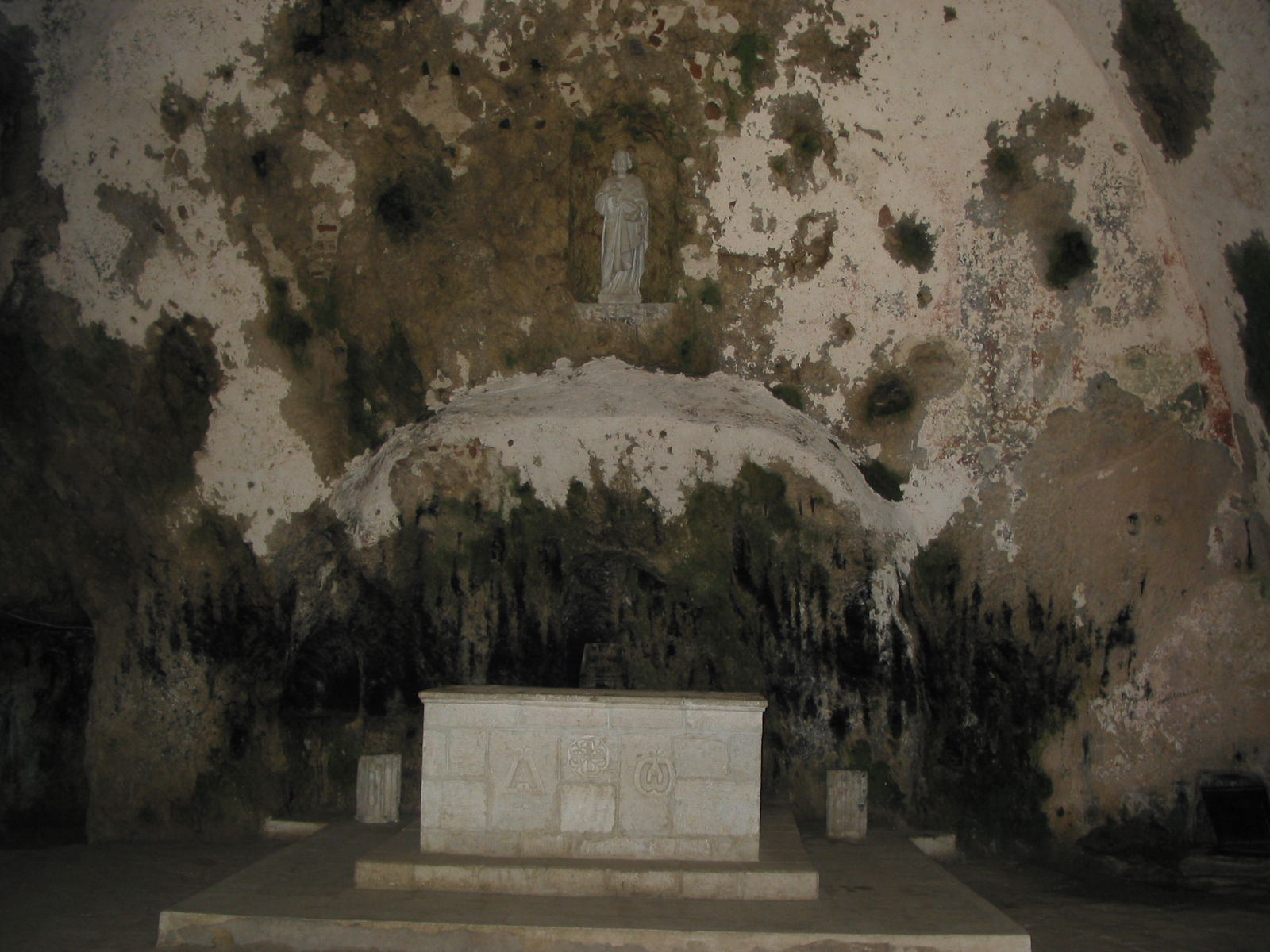
Altare
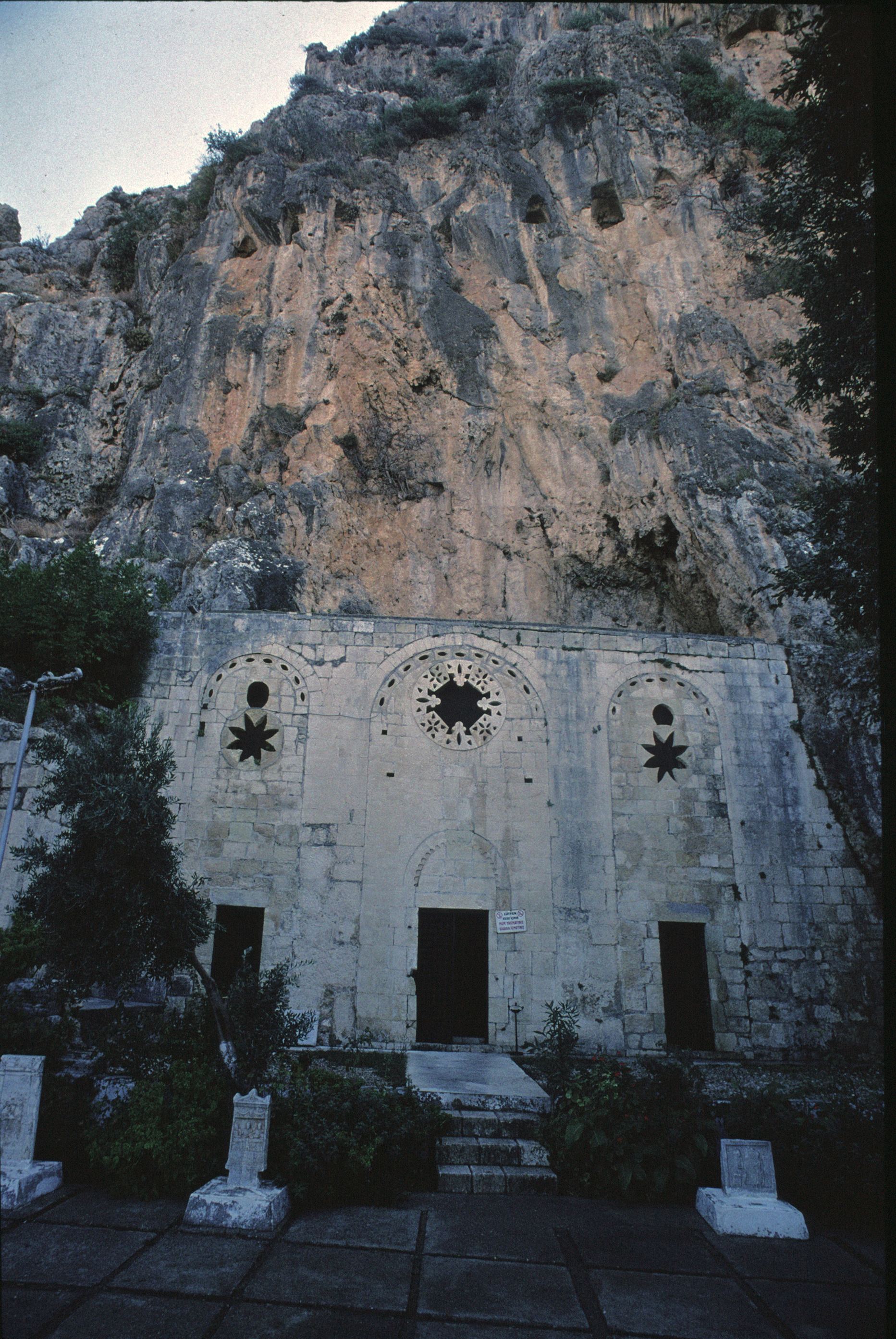
Facciata
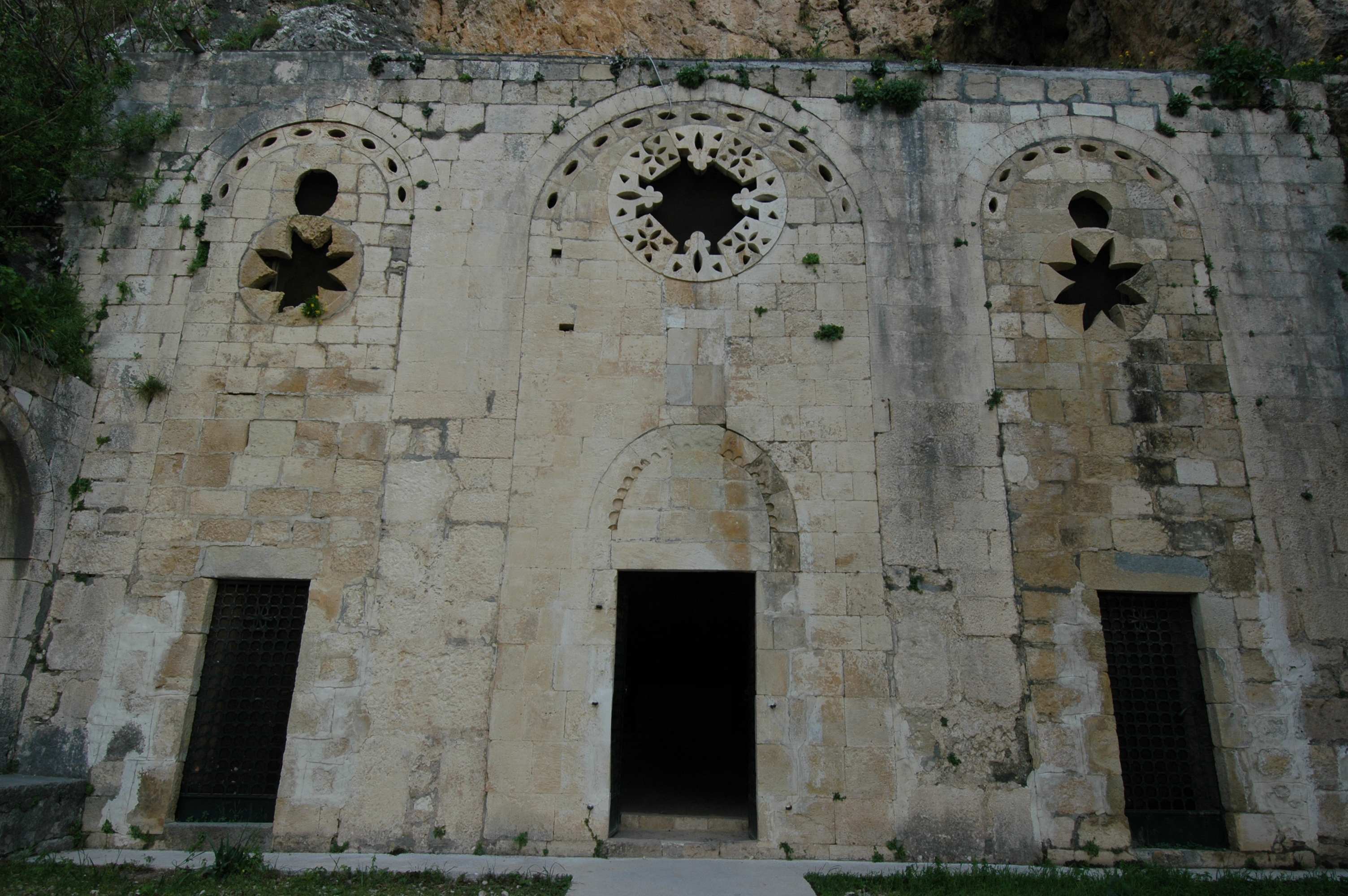
Facciata
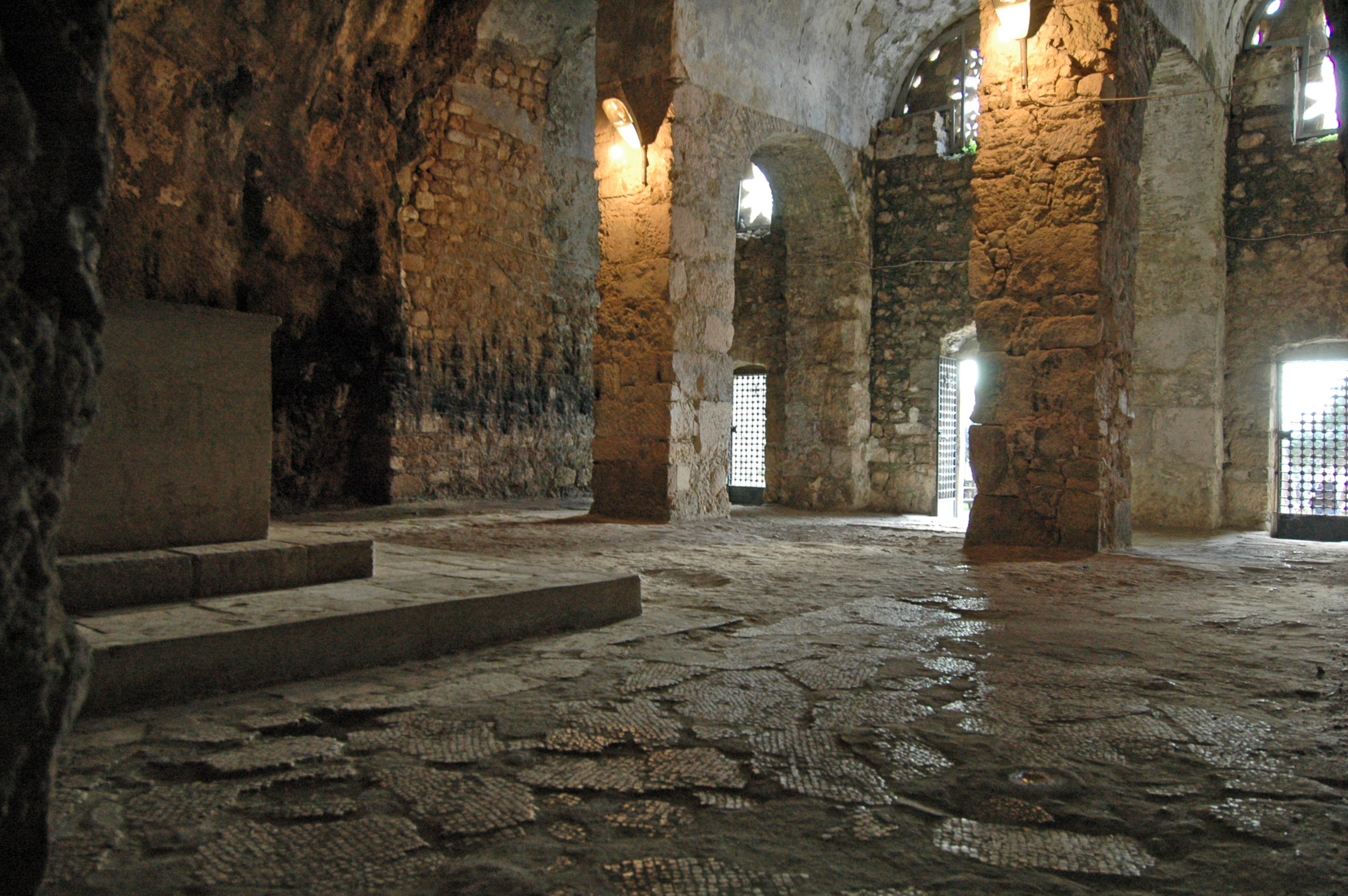
Interno
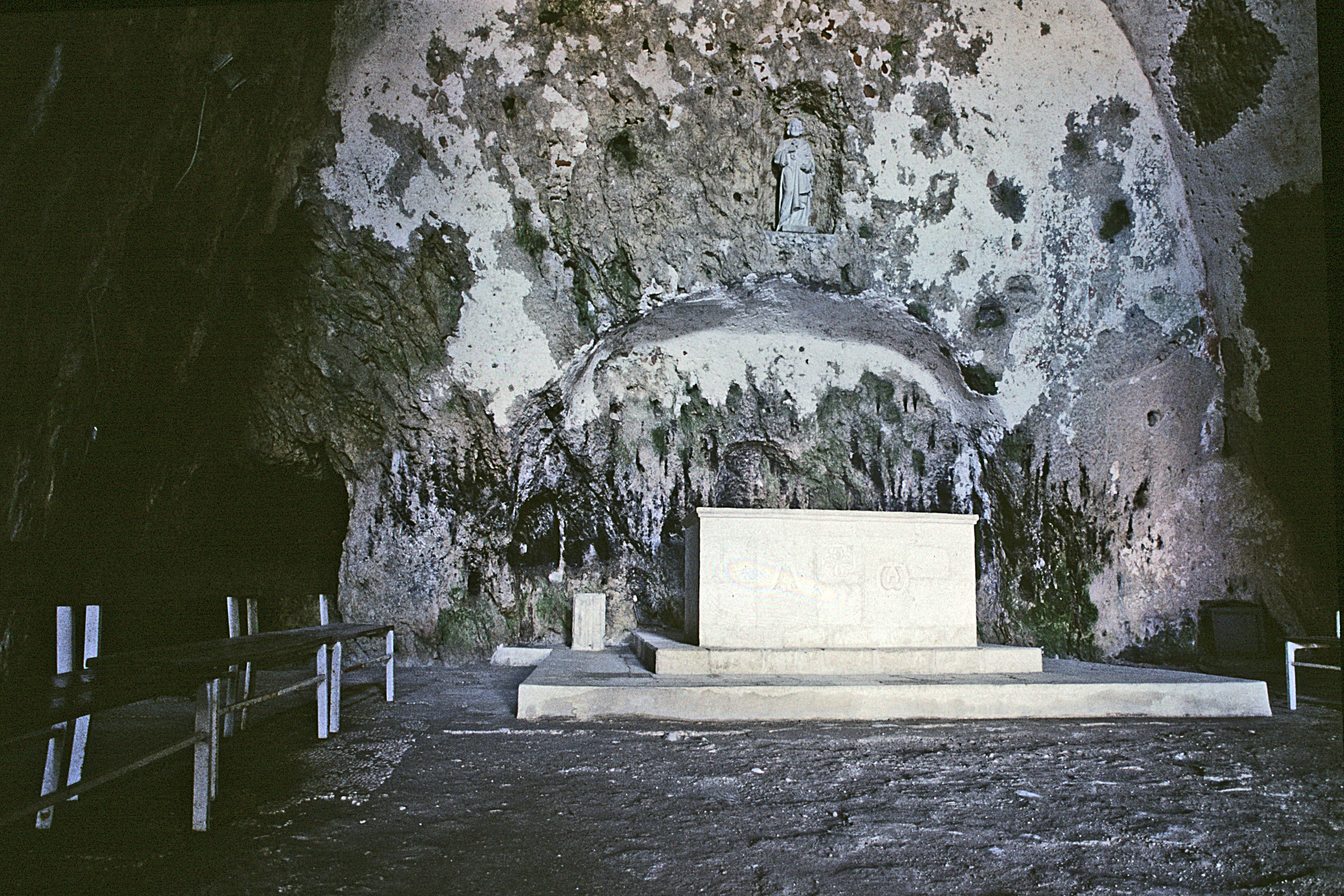
Chiesa della Grotta di San Pietro - Area dell'altare
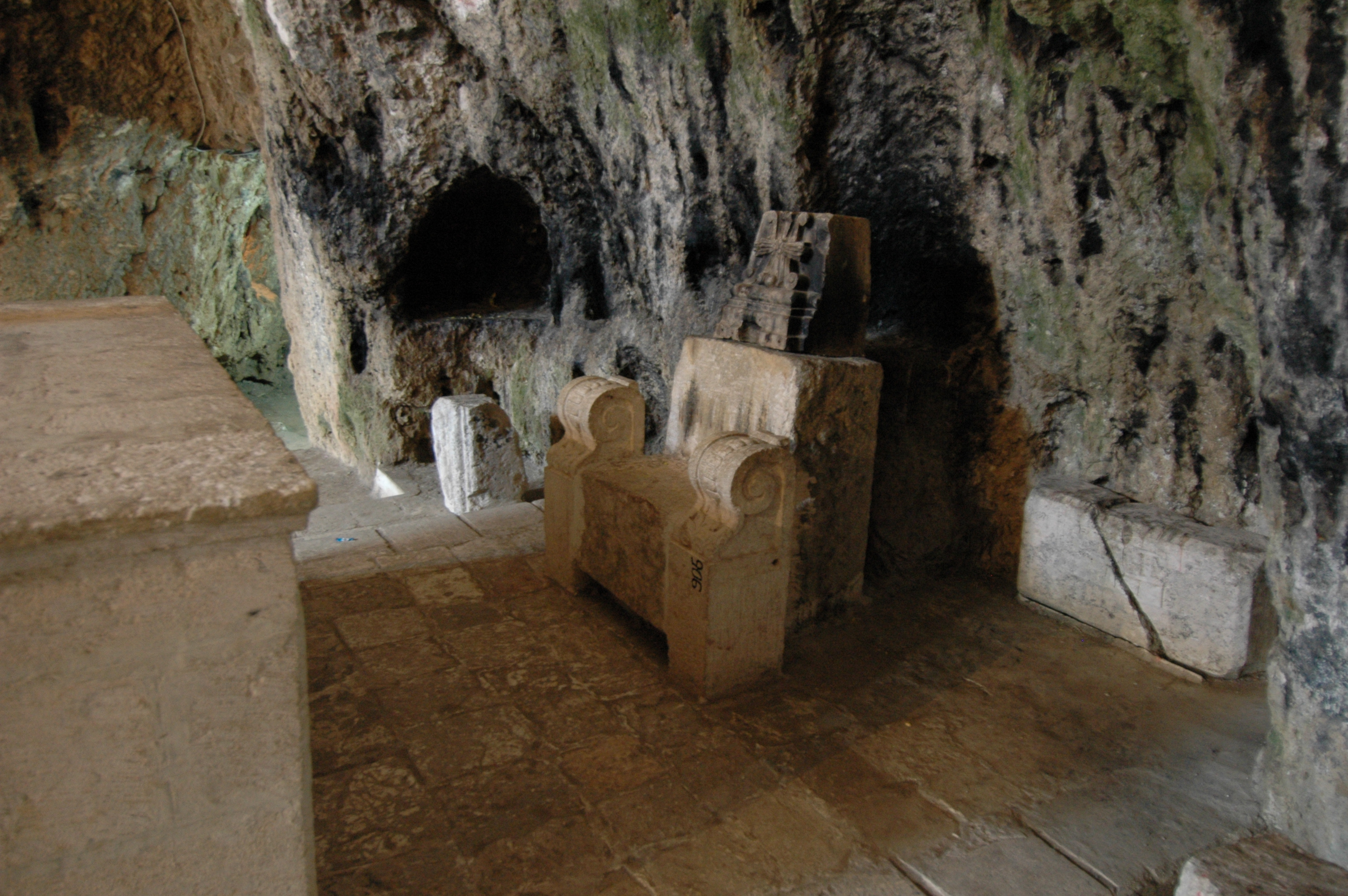
Trono di pietra
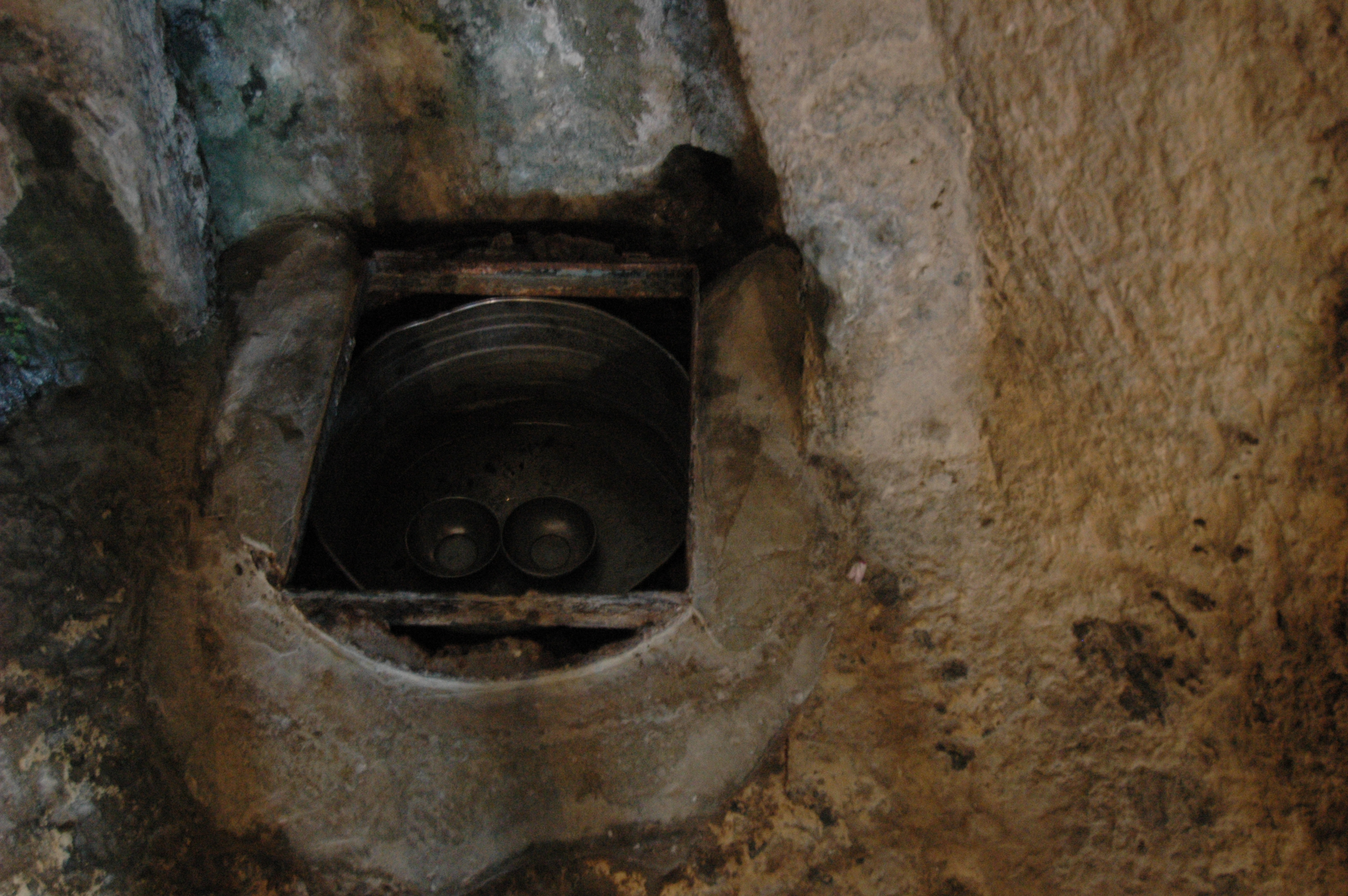
Chiesa della Grotta di San Pietro - ingresso cunicolo